# جميل إبراهيم حبيب
جميل إبراهيم حبيب، مؤلف وكاتب عراقي من مواليد 1944م ولد في مدينة مندلي التابعة لمحافظة ديالى التي تقع في الخاصرة الشرقية للعراق. أكمل فيها دراسته الابتدائية والثانوية ثم اكمل دراسته الجامعية ببغداد حيث تخرج من قسم الفلسفة بجامعة بغداد عام 1966 عمل في سلك التدريس لمدة سنة دراسية في المدينة المنورة في المملكة العربية السعودية ثم تعين بعد في العراق ثم احيل على التقاعد عام1995م. له مساهمات في كتابة المقالات وتاليف الكتب في الفلسفة والتاريخ والآداب والانساب والتصوف وعلوم اللغة. وبلغت مؤلفاته أكثر 80 كتابا ولايزال يواصل عمله...مكبا على المطالة والتاليف والدراسة ... وبعض مؤلفاته طبع في بيروت ودمشق